# ふじうら
株式会社ふじうらは日本の小売業者。かつては社名と同名である生鮮食品・スーパーマーケットチェーンの「ふじうら」や「パサージュ」を展開していた。

広川株式会社の子会社。

## 概要
元は岡山市奉還町の八百屋。創業地は岡山県岡山市奉還町2丁目5-3。同地には2016年まで「ふじうら」西口店が存在した。
1980〜1990年代に店舗を増やし、最盛期には岡山、倉敷市内に17店を展開し1995年2月期には売上高147億円にまで成長したが2000年代になると競争激化で業績が悪化。2008年2月、整理回収機構の企業再生スキームにより、金融機関の債務放棄をもって再生を図る事となり、新店舗ブランドである「パサージュ」を投入。それに伴い多くの店舗を閉鎖したが再建しきれず、2012年12月、岡山地方裁判所に対して民事再生法の適用申請をした。事業は継続。
2016年8月31日、創業店である西口店を閉店。営業形態をパサージュのみとする。
ボランタリーチェーン、全日食チェーンに加盟していた。また本店のみ岡山木村屋のフランチャイズ販売店でもあった。
2022年2月に会社清算。

## 沿革
- 1966年（昭和41年） - 創業[2][3]。
- 2007年（平成19年） - 私的整理手続きに入る[2]。
  - 5月 - 旧ふじうらから小売部門を分割し新会社を設立[7]。
- 2012年（平成24年）12月24日 - 民事再生法の適用を申請[3][8]。
- 2013年（平成25年）12月27日 - 岡山地方裁判所から民事再生手続き終結の決定を受ける[9]。
- 2014年（平成26年）食品卸・広川の完全子会社となる[9]。
- 2020年（令和2年）本店所在地を岡山県岡山市中区浜3丁目8-46から岡山県岡山市北区奉還町4丁目18-12に変更[10]。
- 2022年（令和4年）本店所在地を広島県広島市西区横川1丁目6-17（広川株式会社の子会社である広川エナスの本店所在地と同一）に変更[10]。

## 閉店した店舗
岡山市
- 津島店（津島南） - 2004年12月閉店。跡地はビデオ1津島店（マルイが経営していた店舗）になっていたが、2014年5月に閉店して建造物は解体され更地となった。現在はローソン津島南二丁目店となっている。
- 一宮店 - 2007年夏閉店[2]。跡地はファミリーマート一宮店[11]およびマティクスのセルフガソリンスタンドになっている[12]。
- 大福店 - 跡地はマルイ大福店になっている。
- 島田店 - 2007年夏閉店[2]。跡地はフレッシュワン島田店になった後、マンションが建造されている。
- 高島店（清水） - 元ジャスコ高島店。ふじうら高島店の閉店後は、ザグザグ本社となっている。
- 東岡山店（乙多見） - 2007年夏閉店[2]。跡地はTIO東岡山店となっている。[13]
- 旭東店（赤坂本町） - 2009年2月20日閉店。現在はザグザグ門田屋敷南店となっている。
- パサージュ当新田店 - 2009年10月31日閉店。現在はイシンホームの住宅展示場になっている。
- 広瀬店（北区広瀬町） - 2012年2月20日閉店。
- 瀬戸店（東区瀬戸町瀬戸 ベルモールSETO）- 2014年7月31日閉店。現在はハローズ瀬戸店となっている。
- 西口店（北区奉還町2丁目）- 2016年8月31日閉店。建造物は解体され、跡地はマンションが建造されている。
- パサージュ浜店（中区浜） - 2020年11月30日閉店。整理回収機構再生スキーム対応後の改装による、新モデル店舗であった。
- 本店（パサージュ奉還町）（北区奉還町4丁目）- 2021年12月30日閉店。本部。中鉄バス180号線方面路線『岡工口』バス停留所下車。

倉敷市
- 四十瀬店 - 現在はクラフトパーク四十瀬店になっている。
- 中庄店（平田） - 現在はTSUTAYA中庄店になっている。